# Ampelisca calooma
Ampelisca calooma är en kräftdjursart. Ampelisca calooma ingår i släktet Ampelisca och familjen Ampeliscidae. Inga underarter finns listade i Catalogue of Life.